# Патковаць
45°51′ пн. ш. 16°55′ сх. д. / 45.85° пн. ш. 16.92° сх. д.
Патковаць (хорв. Patkovac) — населений пункт у Хорватії, у Б'єловарсько-Білогорській жупанії у складі міста Б'єловар.

## Населення
Населення за даними перепису 2011 року становило 257 осіб.
Динаміка чисельності населення поселення: